# Pasquale Almerico
Pasquale Almerico (Camporeale, 12 luglio 1914 – Palermo, 25 marzo 1957) è stato un politico italiano assassinato dalla mafia.

## Biografia

### Studi e primi passi in politica
Pasquale Almerico nacque a Camporeale il 12 luglio 1914. Divenne maestro elementare conseguendo a Monreale l'abilitazione magistrale. Si iscrisse all'università alla facoltà di legge con ottimi risultati, ma abbandonò gli studi preso dall'impegno politico.
Per un po' di tempo scrisse per il Giornale di Sicilia.
Svolse il servizio militare e venne congedato nel 1936 con il grado di sottotenente di fanteria.
Insegnò nella scuola elementare di Camporeale e fu nominato responsabile della mensa scolastica.
Grazie al giovane parroco don Vincenzo Ferranti e ad alcuni cattolici impegnati politicamente, tra i quali il giovane Pasquale Almerico, fu creata la sezione del partito della Democrazia Cristiana di Camporeale.
Dopo qualche tempo, si presentò un pericoloso nemico, il capo mafia di Camporeale Vanni Sacco, che nella notte del 26 maggio 1946 ordinò ai suoi sgherri di intimidire con alcune scariche di mitra Don Vincenzo.
Quest'ultimo si rifugiò presso il Palazzo Arcivescovile di Monreale, ma dopo alcuni giorni mons. Filippi (che era intimo di Vanni Sacco) gli consigliò di ritornare a Camporeale.

### Sindaco di Camporeale
Almerico venne eletto sindaco il 25 maggio 1952. Durante il suo mandato viene istituita a Camporeale una sezione staccata della scuola media di Alcamo; fu inoltre resa agibile la strada provinciale Alcamo-Camporeale, unica strada per la quale si poteva raggiungere Trapani, che a quei tempi era il capoluogo di provincia; nel 1954 si ebbe il trasferimento del paese di Camporeale dalla provincia di Trapani a quella di Palermo.
Nel marzo 1955 Almerico fu costretto a dimettersi dalla carica di sindaco, ma la sua attività politica continuò come segretario della sezione della Democrazia Cristiana di Camporeale.

### L'omicidio
Pasquale Almerico fu assassinato il 25 marzo 1957 a Camporeale, in via Minghetti, da cinque uomini a cavallo armati di mitra. Anche un giovane passante, Antonio Pollari, rimase ucciso.
La prima Commissione Parlamentare Antimafia arrivò alla conclusione che a decidere la sua condanna a morte fu il potente capomafia di Camporeale "don" Vanni Sacco, che era implicato anche nell'assassinio del segretario socialista della Camera del Lavoro, Calogero Cangelosi.
Almerico aveva infatti osato rifiutare la tessera della Democrazia Cristiana al boss Vanni Sacco, che aveva militato nel Partito Liberale Italiano e ora voleva esercitare il suo influsso su quello scudocrociato, insieme ad altri trecento mafiosi del paese. Dopo il suo rifiuto, Almerico cominciò ad essere minacciato. Decise quindi di scrivere al segretario della DC siciliana, Nino Gullotti, e informò anche uno dei proconsoli fanfaniani a Palermo, Giovanni Gioia. Almerico denunciò il fatto che la DC di Camporeale rischiava di essere conquistata dalla mafia e il pericolo di vita che correva lui stesso, ma i dirigenti del partito non condivisero la sua posizione e lo invitarono a lasciare l'incarico di segretario della Democrazia Cristiana.
Giovanni Gioia replicò che "Il partito ha bisogno di gente con cui coalizzarsi, ha bisogno di uomini nuovi, non si possono ostacolare certi tentativi di compromesso". Scrisse Pio La Torre nel 1976 nella relazione di minoranza della Commissione Antimafia: "L'onorevole Gioia non batté ciglio e proseguì imperterrito nell'opera di assorbimento delle cosche mafiose nella DC". Vanni Sacco venne accolto con tutti gli onori nel partito dello scudo crociato. Accusato dell'omicidio, fu poi assolto per insufficienza di prove, per morire nel suo letto il 4 aprile 1960.
Solo nel 2001 l'Assemblea Regionale Siciliana ha ridato l'onore a Pasquale Almerico, col suo inserimento nel lungo elenco dei caduti per la libertà e la democrazia in Sicilia.